# Robyn Moodaly
Robyn Kimberly Moodaly (sinh ngày 16 tháng 6 năm 1994) là một tiền vệ bóng đá người Nam Phi. Cô từng tham gia trong đội hình đội tuyển bóng đá nữ Nam Phi tham gia các giải đấu quan trọng, bao gồm cả Thế vận hội Mùa hè 2012 và 2016.

## Sự nghiệp quốc tế
Trong khi tham dự Trung tâm hiệu suất cao của Đại học Pretoria, Moodaly thu hút sự chú ý của các nhà tuyển chọn cầu thủ cho Đội tuyển bóng đá nữ quốc gia Nam Phi, người đã đưa cô vào đội hình U17 đại diện của quốc gia. Moodaly sau đó là một thành viên của đội tuyển bóng đá nữ Nam Phi tham gia World Cup FIFA Bóng đá nữ U17 2010. Cô xuất hiện lần đầu tiên trong màu áo đội tuyển quốc gia chính thức ở tuổi 16 vào tháng 1 năm 2011. Cô chỉ xuất hiện cho đội U21 tuổi sau khi cô đã từng thi đấu cho đội tuyển quốc gia, chuyển đổi qua lại giữa hai bên trong nhiều lần. Cô cho rằng điều này là thiếu cầu thủ nữ. Cô được chọn vào đội tuyển Nam Phi tại Thế vận hội Mùa hè 2012 tại London, Vương quốc Anh.
Trong những năm sau đó, cô bị giới hạn thời gian thi đấu do gặp chấn thương, và thi đấu để phù hợp với thời gian cho Thế vận hội mùa hè 2016 tổ chức ở Rio de Janeiro, Brazil. Cô được chọn tham gia thi đấu cho trận đấu khởi động ngay trước giải đấu, với đối thủ là nhà vô địch thế giới Hoa Kỳ. Sau đó, cô đã được chọn vào đội hình chính thức.